# Nepřítel (film, 2002)
Nepřítel (v originále L'Adversaire) je koprodukční hraný film z roku 2002, který režírovala Nicole Garcia jako adaptaci stejnojmenného románu Emmanuela Carrèra vydaného v roce 2000. Snímek měl světovou premiéru na filmovém festivalu v Cannes dne 25. května 2002.

## Děj
Dne 9. ledna 1993 Jean-Marc Faure zabije svou ženu, své děti a své rodiče a pak se bezúspěšně pokusí o sebevraždu. Vyšetřování odhalí, že nebyl lékařem, za kterého se osmnáct let vydával.

## Obsazení
| Daniel Auteuil      | Jean-Marc Faure    |
| Géraldine Pailhas   | Christine Faure    |
| François Cluzet     | Luc                |
| Emmanuelle Devosová | Marianne           |
| Bernard Fresson     | otec Christine     |
| François Berléand   | Rémi               |
| Alice Fauvet        | Alice              |
| Martin Jobert       | Vincent            |
| Michel Cassagne     | otec Jean-Marca    |
| Joséphine Derenne   | matka Jean-Marca   |
| Anne Loiret         | Cécile             |
| Olivier Cruveiller  | Jean-Jacques       |
| Nadine Alari        | matka Christine    |
| Nicolas Abraham     | Xavier             |
| Hubert Saint-Macary | doktor Lantier     |
| Jean-Claude Leguay  | úředník u výslechu |
| Sibylle Blanc       | číšnice            |
| Isabelle Gruault    | sestřenice         |
| Sébastien Thiéry    | člen rodiny        |

## Ocenění
- Filmový festival v Cannes: navržen do soutěže o Zlatou palmu
- César: nominace v kategoriích nejlepší herec (Daniel Auteuil), nejlepší herec ve vedlejší roli (François Cluzet) a nejlepší herečka ve vedlejší roli (Emmanuelle Devosová)
- Nominace na cenu Louise Delluca